# Sciuro-hypnum filirepens
Sciuro-hypnum filirepens là một loài Rêu trong họ Brachytheciaceae. Loài này được (Dusén) Ochyra & Żarnowiec mô tả khoa học đầu tiên năm 2003.